# Água Clara
Água Clara is een gemeente in de Braziliaanse deelstaat Mato Grosso do Sul. De gemeente telt 13.879 inwoners (schatting 2009).